# M60A1 AVLB

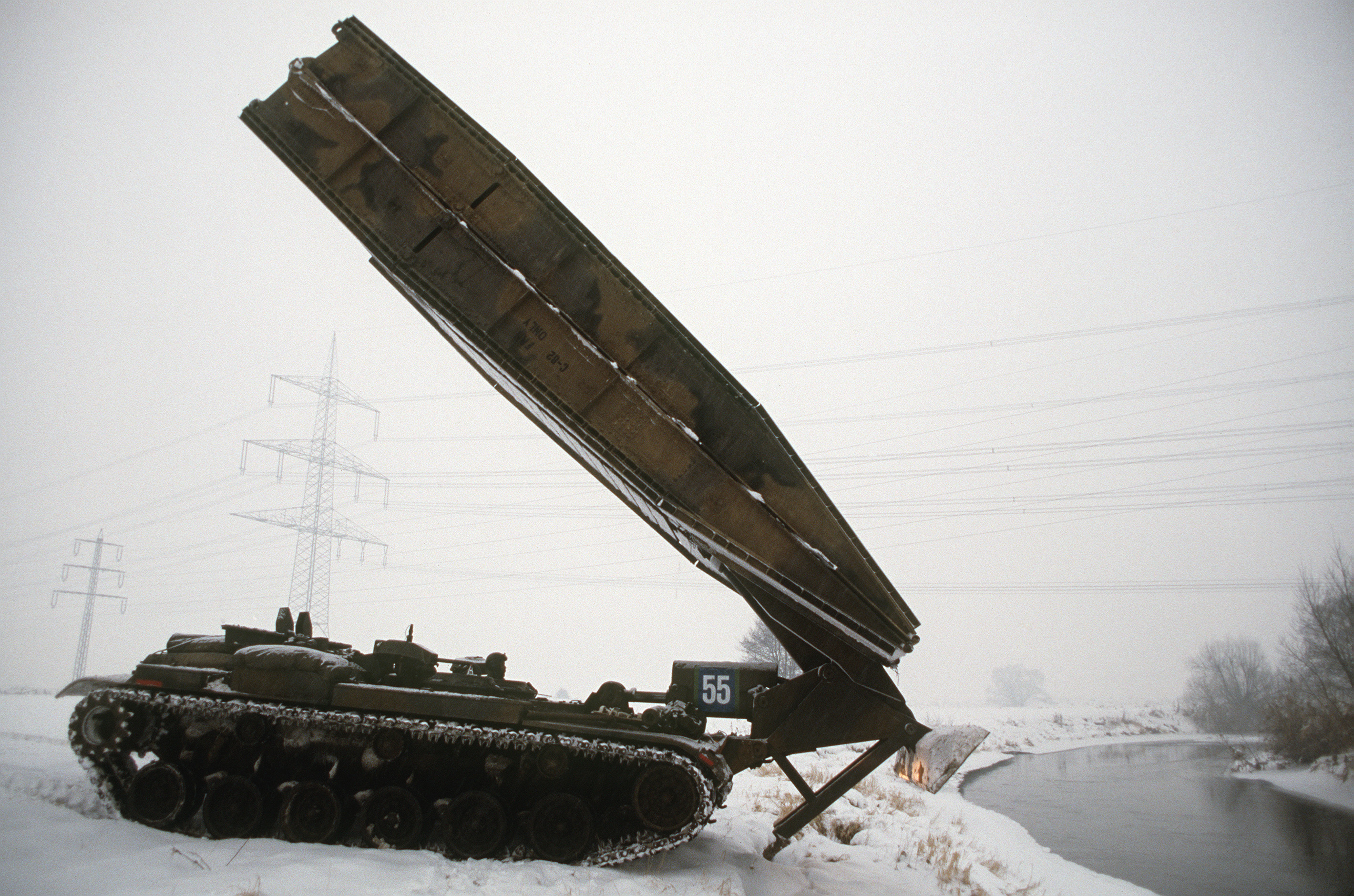
M60A1 AVLB

M60A1 Armored Vehicle Launched Bridge (AVLB) – amerykański czołg mostowy wykorzystujący podwozie czołgu M60. Pojazdy tego typu produkowano od 1987 roku. M60A1 AVLB zastąpił w armii amerykańskiej pojazdy typu M48 AVLB. Poza USA używany jest przez siły zbrojne Hiszpanii, Izraela, Pakistanu, Portugalii i Singapuru. Obecnie na uzbrojenie US Armed Forces wprowadzony jest czołg mostowy M1074 JAB, który z czasem zastąpi prawdopodobnie M60A1 AVLB.
M60A1 AVLB ma masę 41,68 t (bez przęsła). Nad kadłubem umocowane jest rozkładane przy pomocy siłownika hydraulicznego nożycowe przęsło. Jest ono wykonane ze stopów aluminium i ma masę 14,47 t. Przęsło ma długość 19,2 m i pozwala pokonywać przeszkody o szerokości do 18,3 m pojazdom o masie do 60 t (15 m pojazdom o masie do 70 t). Rozstawienie przęsła nad przeszkodą zajmuje dwuosobowej załodze 2-5 minut, zdjęcie do 10 minut.